# Васюков, Владимир Львович
Владимир Львович Васюков (род. 13 октября 1951, Астрахань) — советский и российский морской офицер, контр-адмирал. Командир 30-й дивизии надводных кораблей ЧФ (1998—2004). В июле 1999 года командовал отрядом кораблей и морским этапом переброски российских миротворцев в Косово.
В 2005—2010 годах возглавлял НИИ оперативно-стратегических исследований строительства ВМФ. Кандидат военных наук, действительный член Международной академии информатизации, член-корреспондент Академии военных наук. Советник Российской академии ракетных и артиллерийских наук.

## Биография
Родился 13 октября 1951 года в Астрахани в семье лейтенанта флота Л. Я. Васюкова, впоследствии контр-адмирала, профессора, доктора военных наук.

### Служба
В 1973 году окончил Высшее военно-морское училище им. М. В. Фрунзе, штурманский факультет. С 1973 года командир штурманской группы.
В 1979 году закончил Высшие специальные офицерские классы ВМФ. Командир большого противолодочного корабля «Смелый». Командир большого противолодочного корабля «Азов». Участник дальних походов и боевых служб в Средиземном море. В 1987 году закончил Военно-морскую академию им. Маршала Советского Союза А. А. Гречко, в 1989 году — высшие академические курсы при этой же академии. Заместитель начальника штаба дивизии противолодочных кораблей. Капитан 1-го ранга. Последний, перед расформированием в 1995 году, командир 21-й бригады противолодочных кораблей.
В 1998—2004 годах — командир 30-й дивизии надводных кораблей, главной ударной силы Черноморского флота. На период его командования пришлись реорганизации и передислокации связанные с окончательным оформлением раздела флота между Россией и Украиной. Возглавлял операцию по доставке российских миротворцев в Косово, командуя отрядом десантных кораблей Черноморского флота в июле 1999 года. В должности командира дивизии кораблей Черноморского флота возглавлял походы кораблей в Средиземное море.
В июле 1999 года в шестидневном переходе отряд из пяти БДК (БДК «Азов», БДК «Цезарь Куников», БДК «Саратов», БДК «Орск» и БДК «Ямал») из состава 197-я БрДК 30-й ДиНК под командованием контр-адмирала В. Л. Васюкова, находившемся во время похода на Азове, осуществили переброску по морю из порта Туапсе через Босфор контингента тульских десантников. Отряд сопровождал спасательный буксир «Шахтер». Они доставили 14 июля 1999 года в порт Салоники, Греция, 471 военнослужащего ВДВ, 124 единицы авто и бронетехники и почти 100 тонн военных грузов. Их встретили командующий российским контингентом в Косово генерал-майор В. Е. Евтухович и посол России в Греции М. Н. Бочарников. Греческая сторона предоставила оцепление и сопровождение колонны до границы с Македонией. Впоследствии моряки, участники этой операции, получили памятный знак «Туапсе-Салоники».
В сентябре 2001 года на флагмане Черноморского флота ракетном крейсере «Москва» под флагом начальника штаба ЧФ вице-адмирала А. А. Татаринова, командир дивизии В. Л. Васюков совершил визит в Тулон (Франция) и Бриндизи (Италия).
В 2002 году закончил Высшие академические курсы при Военной академии Генерального штаба Вооруженных сил Российской Федерации.

### Военно-научная деятельность
Внес большой вклад в совершенствование тактики противолодочных кораблей. С 2005 по 2010 год начальник Научно-исследовательского института оперативно-стратегических исследований строительства ВМФ (24-й НИИ ВМФ). Изучал научно-практические задачи, связанных с безопасностью информационно-вычислительных систем и сетей, построением аппаратно-программных комплексов обработки информации в реальном масштабе времени, построением информационных технологий для интеллектуальных систем автоматизации научных исследований в области управления, исследованием информационных процессов в сложных системах. Осуществлял научное руководство по созданию единого информационного пространства Военно-Морского Флота.
Кандидат военных наук, заслуженный военный специалист, действительный член Международной академии информатизации, член-корреспондент Академии военных наук, Академии интеллектуальных информационных систем и комплексов. Советник Российской академии ракетных и артиллерийских наук. Старший научный сотрудник оборонного предприятия ООО НПП «Радар ммс». Автор более 39 научных работ. Имеет четыре авторских свидетельства. С его участием разработано и внедрено в производство два образца вооружения и военной техники, восемь других находятся на стадии опытно-конструкторских работ.

## Награды
Награждён орденами «За военные заслуги», «За службу Родине в Вооруженных силах СССР» 3-й степени, медалями, а также орденами иностранных государств.